# استنلی منزو
استنلی منزو (انگلیسی: Stanley Menzo؛ زادهٔ ۱۵ اکتبر ۱۹۶۳) بازیکن فوتبال اهل پادشاهی هلند است.
از باشگاه‌هایی که در آن بازی کرده‌است می‌توان به باشگاه فوتبال پی‌اس‌وی آیندهوون، باشگاه فوتبال بوردو، باشگاه فوتبال آژاکس آمستردام، و باشگاه فوتبال لیرسه اشاره کرد.
وی همچنین در تیم ملی فوتبال هلند بازی کرده‌است.